# Torredelcampo
Torredelcampo ist eine spanische Gemeinde.
Sie befindet sich in der Autonomen Gemeinschaft Andalusien, in der Provinz Jaén, und ist etwa 10 km von der Stadt Jaén entfernt. 2024 hatte die Gemeinde 13.944 Einwohner.

## Wirtschaft
Die Wirtschaft von Torredelcampo basiert auf der Landwirtschaft, im Wesentlichen auf der Produktion von Olivenöl, wie die anderen Gemeinde von der Provinz Jaén. Ebenfalls wichtig sind der Bausektor, die Reparatur der Landmaschinen und die Bau- und Möbeltischlerei.
In der Gemeinde gibt es mehr als 1.300.000 Olivenbäume auf 16.000 Ha verteilt, die zwischen 8 und 10 Millionen Kg von Olivenöl pro Jahr produzieren.

## Fotos

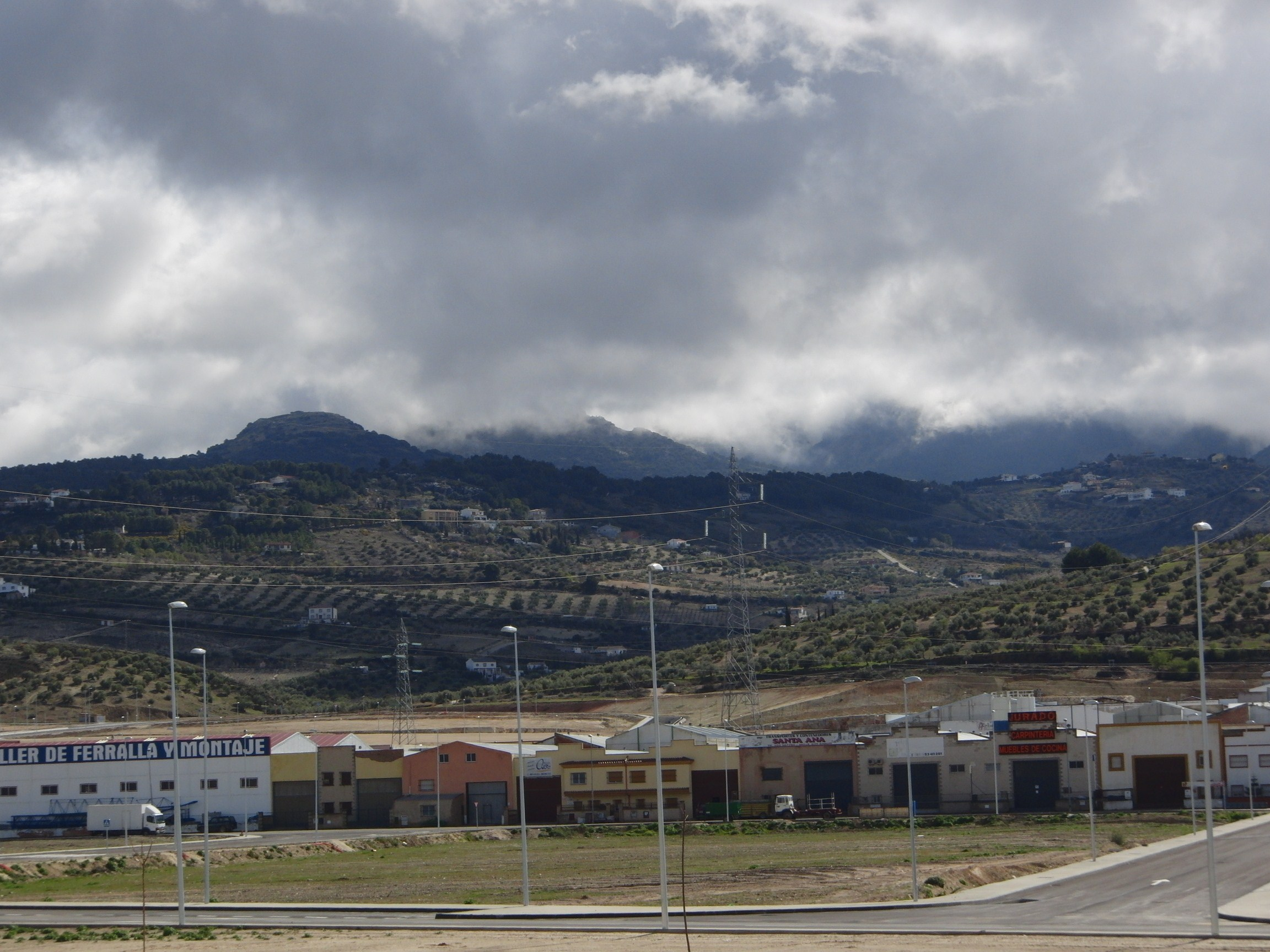
Gewerbegebiet von Torredelcampo. Der Berg Megatín im Hintergrund
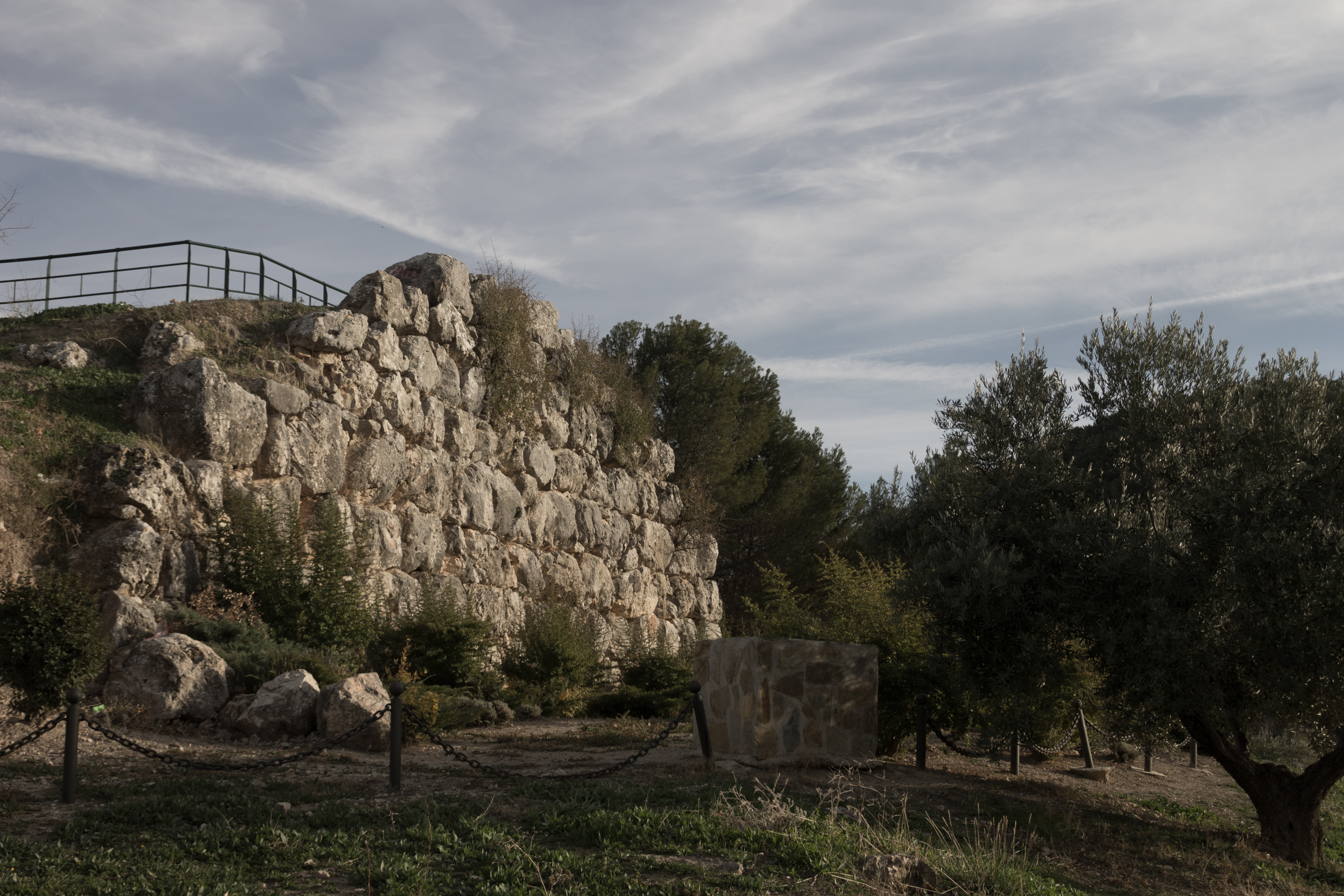
Zyklopenmauerwerk Cerro Miguelico (1. Jahrhundert nach Christus)
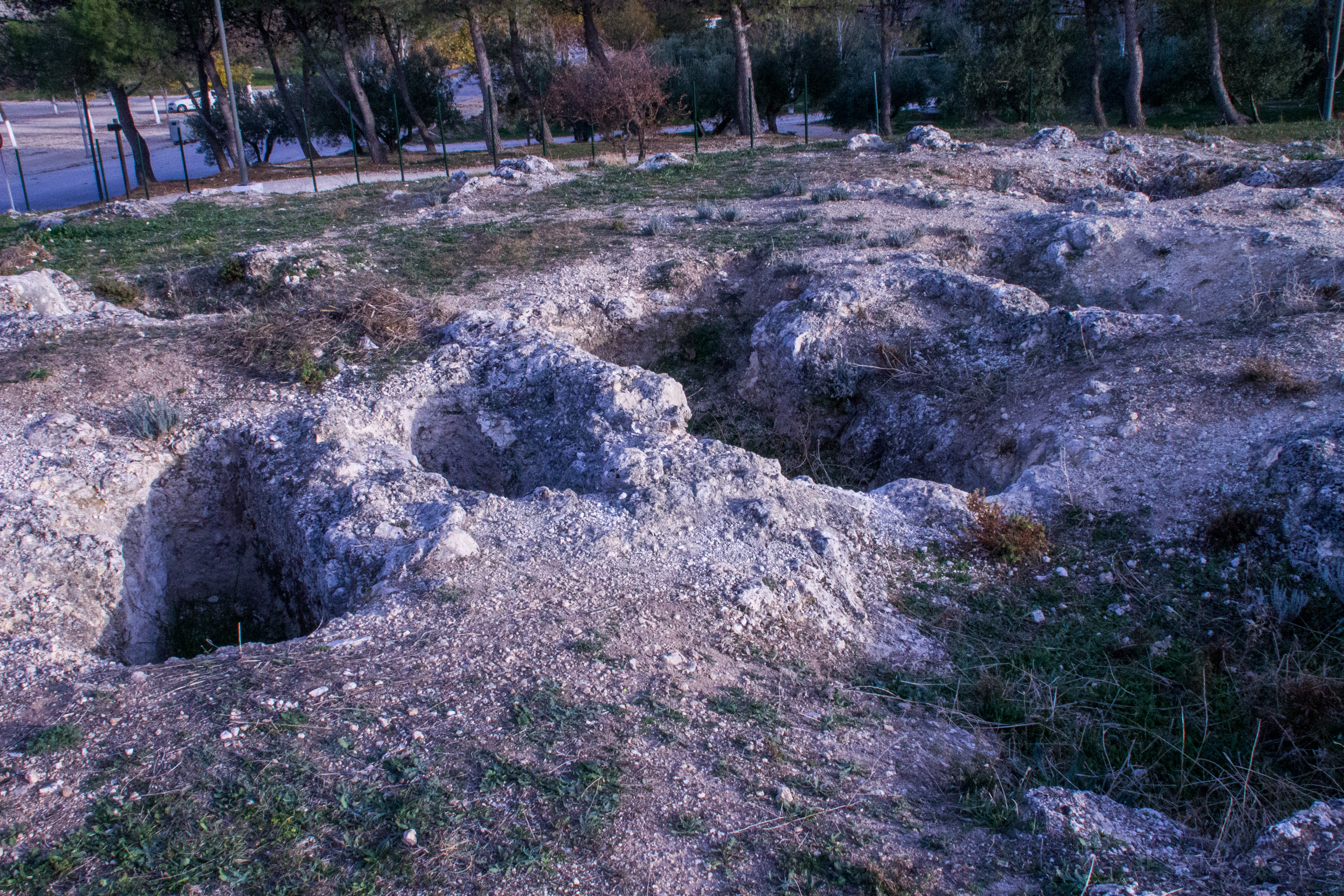
Westgote Nekropole im Cerro Miguelico
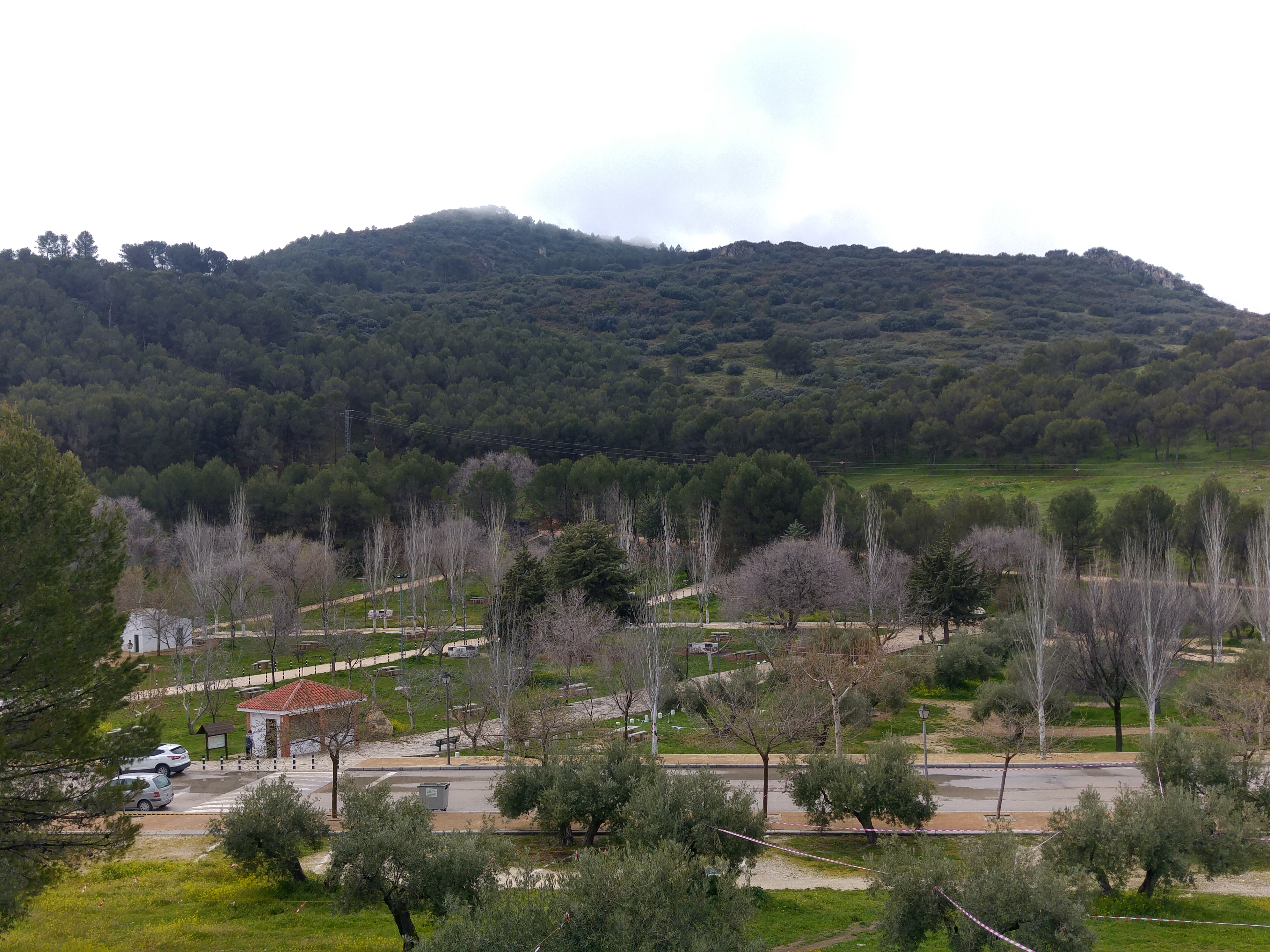
Berg Cerro Miguelico und Naturschutzgebiet Santa Ana, in der Umgebung von der Stadt
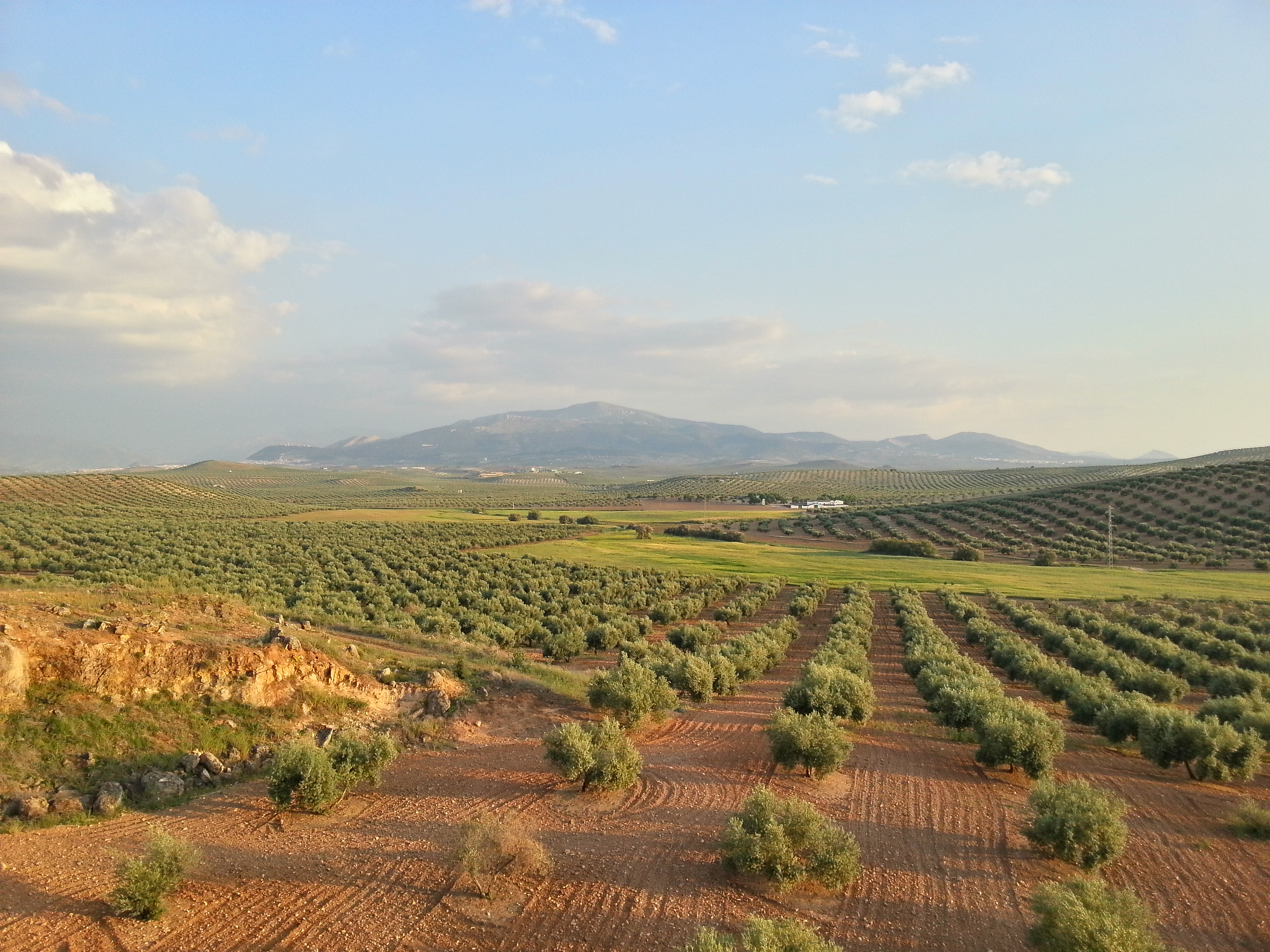
Olivenfelder in der Gemeinde von Torredelcampo

## Persönlichkeiten
- Manuel Pancorbo (* 1966), Mittel- und Langstreckenläufer